# Улица Бутлерова (Санкт-Петербург)

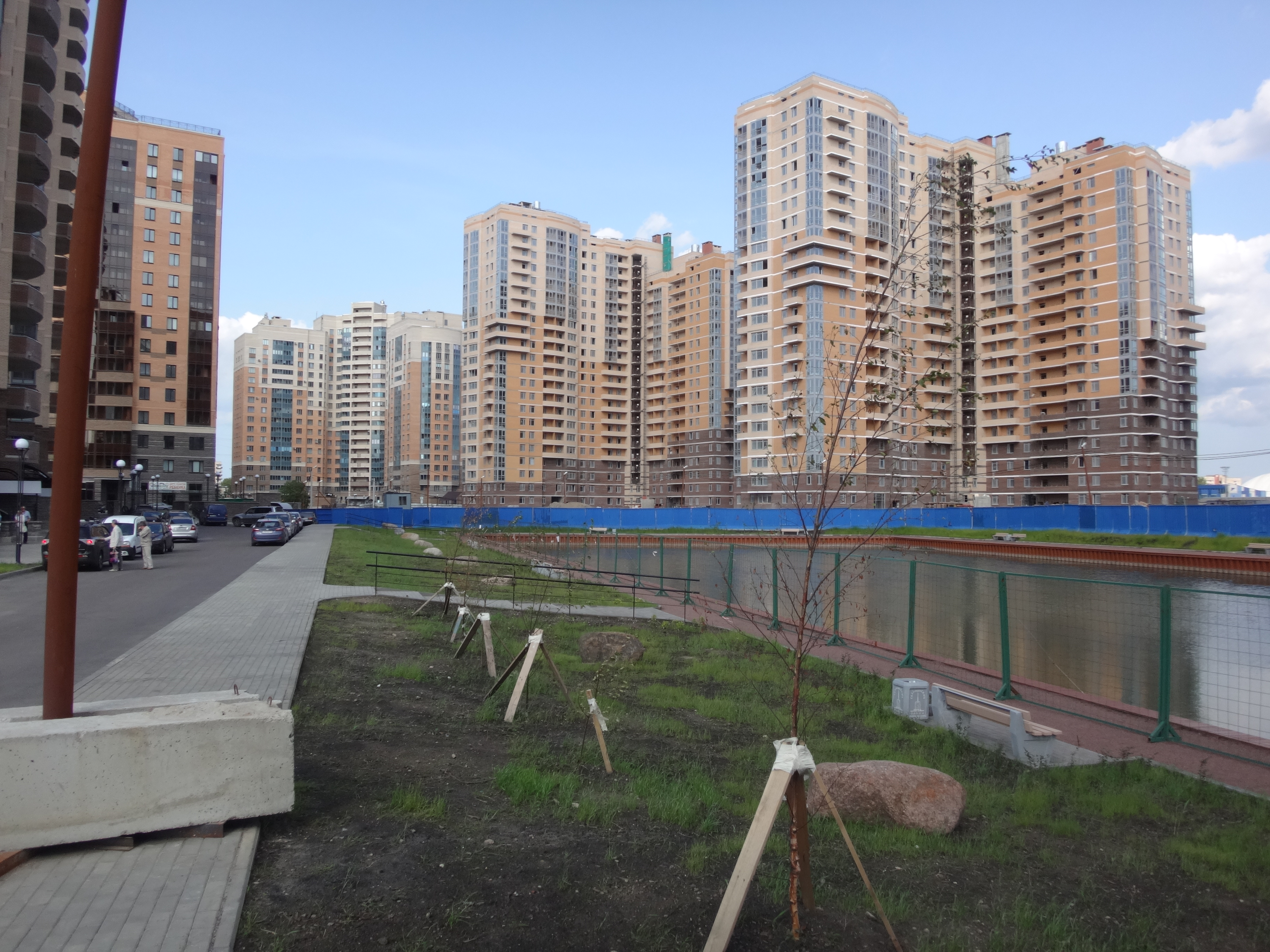
ЖК «Академ-Парк»

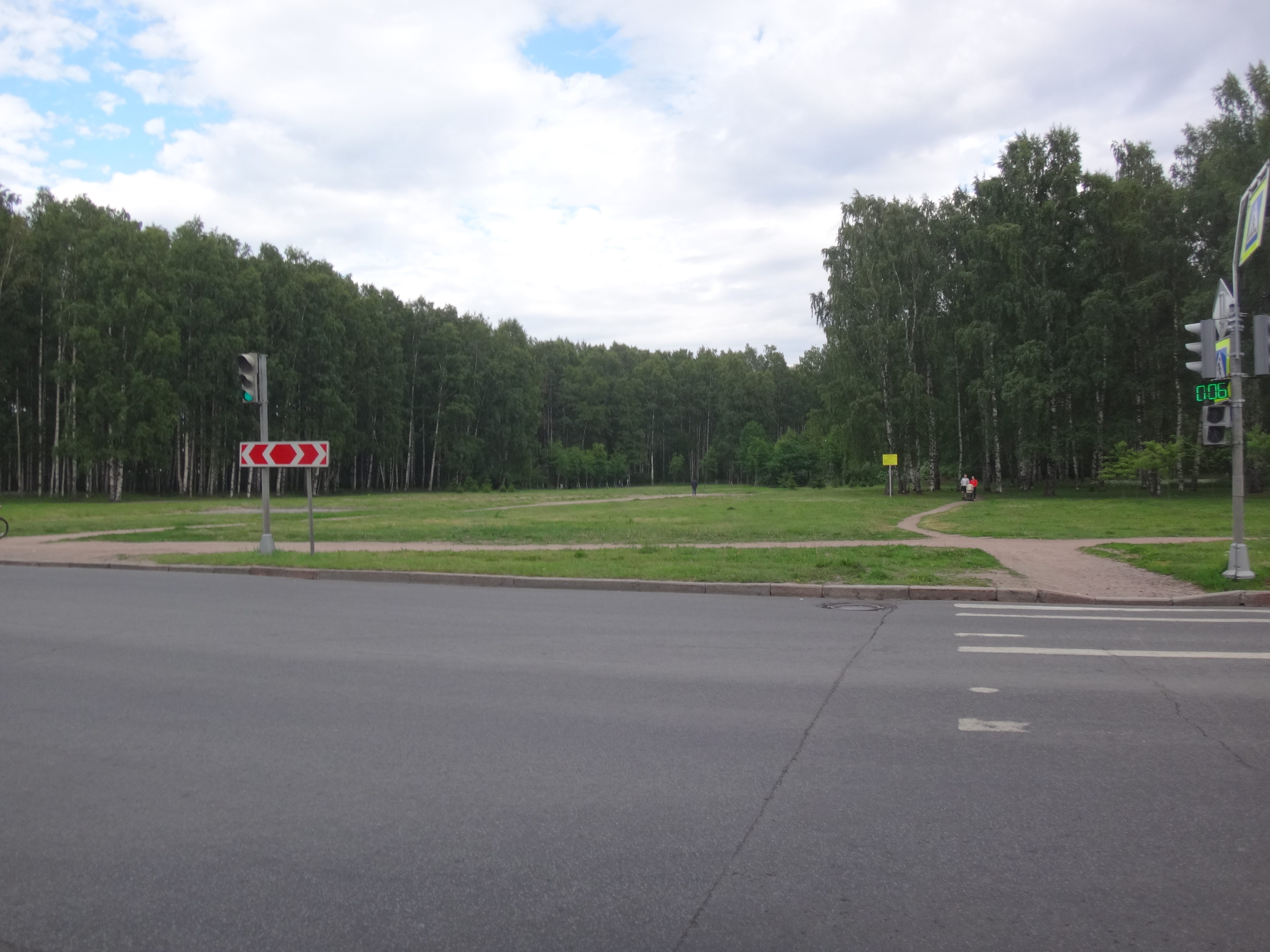
Вид на Пискарёвский парк с угла улиц Бутлерова и Фаворского

Улица Бу́тлерова — улица в Калининском районе Санкт-Петербурга (в историческом районе Гражданка). Проходит от проспекта Непокорённых до проспекта Науки.

## История
Улица названа в честь выдающегося химика А. М. Бутлерова. Название присвоено 15 мая 1965 года.

## Пересечения
Улица Бутлерова пересекает проспект Непокорённых, улицу Верности и улицу Фаворского.

## Транспорт
Ближайшие станции метро — «Площадь Мужества» и «Академическая».
Автобусы: № 61 (односторонний), 178, 250.

## Объекты
На улице Бутлерова в доме 9 находятся ДСИ «Зенит» и Спортивная школа олимпийского резерва по хоккею «Динамо-юниор». В начале улицы (по нечётной её стороне) расположен Пискарёвский парк.
14 октября 2007 года в сквере во внутреннем дворе д. 22, к. 2 на улице Бутлерова был открыт памятник Карлу и Эмилии (памятник влюблённым), скульптор Матвей Вайнман. В настоящее время памятник не сохранился.
В доме 13 по улице Бутлерова жил выдающийся учёный Юрий Валентинович Кнорозов.